# Восьма династія єгипетських фараонів
VIII династія — одна з династій фараонів, що правили в Стародавньому Єгипті. Манефон відносить цю династію до Стародавнього царства, але сучасні історики відносять її до так званого Першого перехідного періоду. Правителі цієї династії були родичами фараонів з VI династії.

## Історія
Час правління VIII династії орієнтовно відносять до:
- 2263–2220 рр. до н. е. — По І. Бікерману
- Бл. 2216 / 2166–2170 / 2120 рр. до н. е. — по Ю. фон Бекерату.
- Бл. 2150–2118+25рр. до н. е. — По Е. Хорнунгу, Р. Крауссу і Д. Уорбертону.

Давнє царство в той час фактично припинило своє існування, розпавшись на окремі незалежні області — номи. Пам'ятників від часу Першого перехідного періоду збереглося мало. Між ворогуючими номами йшли постійні війни, в Єгипті була розруха і голод.
Судячи зі збережених імен фараонів, вони були родичами VI династії. Влада фараона в часи правління VIII династії поширювалася, судячи з усього, тільки на Мемфіс і його околиці. Піраміди правителів з цієї династії невідомі.
Під час правління VIII династії піднеслися номархи Фів і Гераклеополя. У підсумку номарх Гераклеополя Хеті I зміг об'єднати під своєю владою Єгипет, віднявши корону у VIII династії і заснувавши IX династію. Але й після цього VIII династія продовжувала існувати близько століття, заявляючи претензії на трон.

## Фараони з VIII династії
Точний список фараонів, які відносяться до династії, встановити неможливо через брак джерел. Античні автори, цитуючи Манефона, вказують тільки число фараонів і загальну тривалість правління династії: Секст Юлій Африкан вказує 27 фараонів, що правили 176 років, Євсевій Кесарійський — 5 фараонів, що правили 100 років.
17 імен правителів династії зустрічаються в Абідоському і Туринському списках.
|                                                                                    |  |
| Картуші 17 фараонів VIII династії з «Абідосського списка 2» (Абідос, храм Сеті I). |  |

| Ім'я, яке використовується в єгиптології | Хронологія                          | Хронологія                                    | Хронологія | Зіставлення з древніми списками фараонів | Зіставлення з древніми списками фараонів | Примітки |
| Ім'я, яке використовується в єгиптології | Е. Хорнунг, Р. Краусс, Д. Уорбертон | Ю. фон Бекерат                                | Д. Редфорд | «Туринський список»                      | «Абідосський список 2»                   | Примітки |
| Нечерікара, Нечеркара                    | —                                   | Ю. фон Бекерат вказує 17 фараонів (без імен). | —          | —                                        | 40. Нечері-ка-ра                         | Ймовірно, 1-й фараон з VIII династії. Відомий тільки за Абідосським списком. |
| Менкара                                  | —                                   | Ю. фон Бекерат вказує 17 фараонів (без імен). | —          | —                                        | 41. Мен-ка-ра                            | Ймовірно, 2-й фараон з VIII династії. Його ім'я відоме по Абідосському списку. Також збереглася циліндрична печатка з його ім'ям. Деякі дослідники вважали його співправителем Нечерікари. |
| Неферкара II                             | —                                   | Ю. фон Бекерат вказує 17 фараонів (без імен). | —          | —                                        | 42. Нефер-ка-ра                          | Відомий лише за Абідосським списком. |
| Неферкара III Небі, Неферкара Небі       | —                                   | Ю. фон Бекерат вказує 17 фараонів (без імен). | —          | —                                        | 43. Небі                                 | Один з перших фараонів VIII династії. Судячи з напису на саркофазі цариці Анхенеспіопі IV, дружини Піопі II, фараона з VI династії, був її сином і, можливо, сином Піопі II. Також ім'я Неферкара Небі присутнє в Абідосському списку і в написі біля входу в піраміду цариці Іпут II, іншої дружини Піопі II. Згадується піраміда Неферкара Небі, але в даний час вона не знайдена. Можливо вона так і не була добудована. |
| Джедкара II Шема                         | —                                   | Ю. фон Бекерат вказує 17 фараонів (без імен). | —          | —                                        | 44. Джед-ка-ра-шемаі                     | Відомий лише за Абідосським списком. |
| Неферкара IV Хенду                       | —                                   | Ю. фон Бекерат вказує 17 фараонів (без імен). | —          | —                                        | 45. Нефер-ка-ра-хенду                    | Відомий лише за Абідосським списком. |
| Меренхор                                 | —                                   | Ю. фон Бекерат вказує 17 фараонів (без імен). | —          | —                                        | 46. Мері-ен-хор                          | Відомий лише за Абідосським списком. |
| Неферкамін                               | —                                   | Ю. фон Бекерат вказує 17 фараонів (без імен). | —          | —                                        | 47. Снефер-ка                            | Відомий лише за Абідосським списком і його копією з храму Рамсеса II]]. |
| Нікара I                                 | —                                   | Ю. фон Бекерат вказує 17 фараонів (без імен). | —          | —                                        | 48. Ні-ка-ра                             | Відомий лише за Абідосським списком. |
| Неферкара V Тереру                       | —                                   | Ю. фон Бекерат вказує 17 фараонів (без імен). | —          | —                                        | 49. Нефер-ка-ра-тереру                   | Відомий лише за Абідосським списком. |
| Неферкахор                               | —                                   | Ю. фон Бекерат вказує 17 фараонів (без імен). | —          | —                                        | 50. Нефер-ка-хор                         | Відомий за Абідосським списком. Також збереглася циліндрична печатка з його ім'ям. |
| Неферкара VI Піопі-сенеб                 | —                                   | Ю. фон Бекерат вказує 17 фараонів (без імен). | 2183–2182  | 4.9. Нефер-ка младший                    | 51. Нефер-ка-ра Пепі-сенеб               | Відомий тільки за Абідосським і Туринським списками. |
| Неферкамін II Ану                        | —                                   | Ю. фон Бекерат вказує 17 фараонів (без імен). | 2182–2181  | 4.10. Нефер-[ка-мен…]                    | 52. Нефер-ка-мен-ану                     | Відомий за Абідосським списком. Вільям Хейєс ототожнив його з фараоном Туринського списку, в якому збереглася частина картуша - Нефер, який правив 2 роки, 1 місяць і 1 день. |
| Какаура Ібі I                            | —                                   | Ю. фон Бекерат вказує 17 фараонів (без імен). | 2181–2176  | 4.11. Ібі […]                            | 53. Ка-ка-ра                             | Відомий за Абідосським списком. Вільям Хейєс ототожнив його з фараоном Туринського списку, в якому збереглася частина картуша - Ібі, який правив 4 роки і 2 місяці. У Саккарі була виявлена його піраміда, але виходячи з її подібності з розташованою поруч пірамідою Піопі II було висловлено припущення, що ця піраміда спочатку була призначена для однієї з дружин Піопі II - можливо, для цариці Анхенеспіопі IV.     |
| Неферкаура                               | 1. 2126–2113+25                     | Ю. фон Бекерат вказує 17 фараонів (без імен). | —          | 4.12. [………]                              | 54. Нефер-кау-ра                         | Відомий за Абідосським списком. Юрген фон Бекерат ототожнює його з фараоном Неферкаухором Хуіухапі, а Вільям Хейс і Фарук Гомаа - з фараоном Уаджскара. |
| Неферкаухор Хуіухапі                     | 2. 2122–2120+25                     | Ю. фон Бекерат вказує 17 фараонів (без імен). | —          | 4.13. [………]                              | 55. Нефер-кау-хор                        | Відомий за Абідосським списком. Під час його правління створювалися Декрети з Коптоса. |
| Неферіркара II                           | 3. 2119–2118+25                     | Ю. фон Бекерат вказує 17 фараонів (без імен). | —          | 4.14. [………]                              | 56. Нефер-ірі-ка-ра                      | Відомий за Абідосським списком. За версією Вільяма Хейса і Фарука Гомаа, саме він згадується як фараон в Декреті з Коптоса. Вільям Хейс і Фарук Гомаа ототожнюють його з фараоном Демедж-іб-тауі. |
| Уаджскара                                | —                                   | —                                             | —          | —                                        | —                                        | Його ім'я стоїть на одному з Декретів з Коптоса, але відсутнє в царських списках. Вільям Хейс і Фарук Гомаа ототожнюють його з фараоном Неферкаура з Абідосського списку, а Ганс Гедике вважає, що він належав до IX династії і поміщає його перед фараоном Демедж-іб-тауі. |
| Сехемкара                                | —                                   | —                                             | —          | —                                        | —                                        | Його ім'я згадується в листі з Елефантини. У царських списках відсутнє. |
| Іті                                      | —                                   | —                                             | —          | —                                        | —                                        | Його ім'я зустрічається в написі на Ваді-Хаммамат. У царських списках відсутнє. |
| Імхотеп                                  | —                                   | —                                             | —          | —                                        | —                                        | Його ім'я зустрічається в написі на Ваді-Хаммамат. У царських списках відсутнє. |
| Хотеп                                    | —                                   | —                                             | —          | —                                        | —                                        | Його ім'я зустрічається на одному з рельєфів в Шатт-ет-Регале. У царських списках відсутнє. Можливо, що ідентичне фараону Імхотепу. |
| Чуі                                      | —                                   | —                                             | —          | —                                        | —                                        | Його ім'я виявили на одному з блоків піраміди біля міста Дара. У царських списках відсутнє. |
| Ітену                                    | —                                   | —                                             | —          | —                                        | —                                        | Його ім'я виявлено на одній з ложних дверей в споруді в Саккарі. У царських списках відсутнє. |